# Ошибки, которые были допущены (но не мной)
Ошибки, которые были допущены (но не мной). Почему мы оправдываем глупые убеждения, плохие решения и пагубные действия (англ. Mistakes Were Made (but Not by Me)) — научно-популярная книга социальных психологов Кэрол Таврис и Эллиота Аронсона, впервые опубликованная в 2007 году. Авторы погружаются в такие темы как когнитивный диссонанс, предвзятость подтверждения и другие когнитивные искажения, используя эти психологические теории, чтобы проиллюстрировать, как виновные (и жертвы) обидных действий оправдывают и рационализируют своё поведение. Книга описывает положительную обратную связь между действием и самообманом.

## Упомянутые темы и люди
- Культ судного дня, описанный в книге «Когда пророчество терпит неудачу[англ.]»
- Споры о вакцине MMR[англ.] и Эндрю Уэйкфилд
- Эскалация конфликта в браке и межгрупповых отношениях
- Истерия сексуального насилия в детском саду[англ.], воспоминания о похищении инопланетянами и синдром ложной памяти[англ.]
- Заявления Аль Кампаниса[англ.] и Мела Гибсона, оправдывающие расизм
- Конфабуляция автобиографической памяти
- Ложная уверенность в псевдонауке
- Самооправдание[англ.] и конфликт интересов в медицине и политике
- Джордж Буш и война в Ираке
- Оправдание агрессии, войны и пыток
- Криминальный допрос, псевдонаучная техника Рейда[англ.] и ложные признания[англ.]
- Судебные процессы, смертная казнь, лжесвидетельство полиции[англ.] и судебная ошибка
- Опра Уинфри и её участие в споре о Джеймсе Фрее
- Исследование Кэрол Дуэк об ошибках и обучении

## Реакция
Философ Даниэле Прочида охарактеризовал книгу как «чрезвычайно увлекательную и интеллектуальную книгу» и «действительно поучительный вклад в изучение человеческой природы», но также подверг критике неформальный стиль книги и иногда устаревшие предположения.
Майкл Шермер в Scientific American писал, что Таврис и Аронсон блестяще раскрывают заблуждения, лежащие в основе иррационального поведения.
Обзор в O, The Oprah Magazine похвалил книгу за «научные доказательства, которые она предоставляет, и очарование её приземлённого, здравого смысла».
В обзоре The Guardian книга описывается как «превосходная» и предлагается, чтобы цитата: «Если были допущены ошибки, память помогает нам помнить, что они были сделаны кем-то другим», была напечатана в автобиографиях и политических мемуарах в качестве предупреждения общественности. Британский комик и писатель Алексей Сэйл назвал книгу одним из шести своих фаворитов, порекомендовав её как «бесконечно увлекательную, если вы интересуетесь политикой».

## Перевод на русский язык
- Эллиот Аронсон, Кэрол Теврис. Ошибки, которые были допущены (но не мной): почему мы оправдываем глупые убеждения, плохие решения и пагубные действия / Пер. с англ. А.В. Лисовского. — М.: Инфотропик Медиа, 2012. — 336 с. — ISBN 978-5-9998-0097-8.